# Lynchburg, Tennessee
Lynchburg este un orăș și sediul comitatului Moore situat în statul  Tennessee,  Statele Unite ale Americii, la circa 120 km sud de Nashville.  Cu o populație de 5.740 de locuitori (conform Census 2000), localitatea este cunoscută prin existența distileriei Jack Daniel's. In tot comitatul Moore, a cărui conducere este consolidată cu cea a orașului, este interzis consumul de alcool, făcându-l un comitat uscat.  Legea există din timpul prohibiției americane (1919 – 1932).